# Bhairab (Stadt)

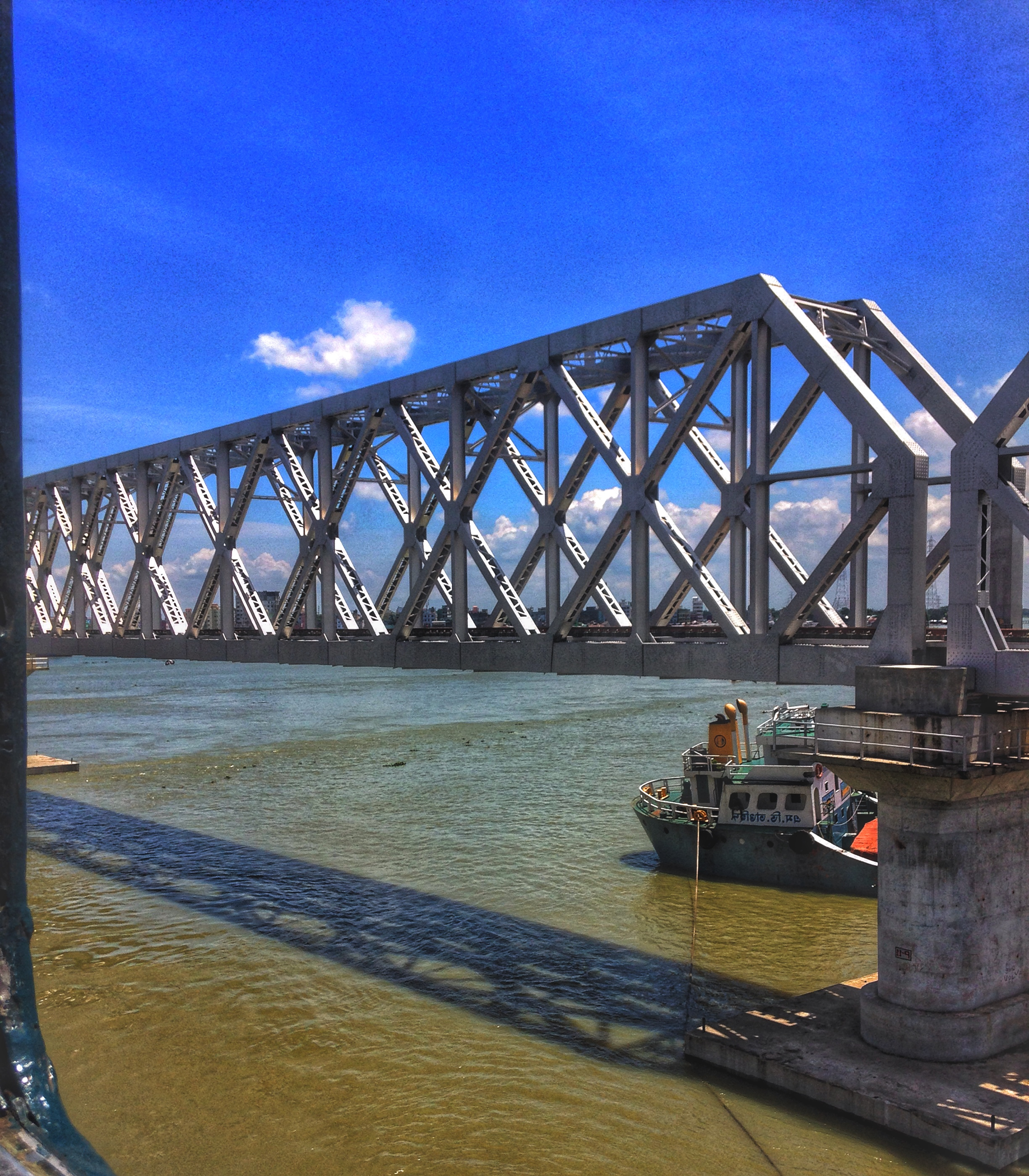
Eisenbahnbrücke von Bhairab

Bhairab (bengalisch ভৈরব Bhairab) ist eine Stadt im Distrikt Kishoreganj im Osten von Bangladesch.

## Geografie
Die Stadt liegt am Meghna, hat 91.913 Einwohner (Stand 2001) und eine Fläche von 15,31 km².

## Verkehr
Der Bahnhof von Bhairab trägt die Bezeichnung Bhairab Bazar Junction. Er liegt an der meterspurigen Bahnstrecken von Dhaka nach Chattogram (Chittagong), von der in Bhairab eine Strecke nach Jaria Jhanjhail und Mohonganj abzweigt. Hier ereigneten sich zwei schwere Eisenbahnunfälle:
- Am 9. September 1950 entfernten Saboteure Schienenverbindungen  vor einer Brücke in der Nähe von Bhairab, so dass der Schnellzug von Dhaka nach Chittagong entgleiste, die Lokomotive und drei Wagen in einen Fluss stürzten. Etwa 50 Menschen starben.[2]
- Am 23. Oktober 2023 fuhr im Bahnhof Bhairab Bazar Junction ein Güterzug einem Schnellzug in die Flanke, wobei 18 Menschen starben. → Hauptartikel: Eisenbahnunfall von Bhairab Bazar Junction